# 双街镇
双街镇，是中华人民共和国天津市北辰区下辖的一个乡镇级行政单位。
2020年7月，全国爱卫会命名双街镇为2017-2019周期国家卫生乡镇。

## 行政区划
双街镇下辖以下地区：
双街新家园社区、上河花园社区、郡德花园社区、半湾半岛社区、城际美景社区、嘉谷华庭社区、聚龙园社区、柴楼隆园社区、柴楼兴园社区、小街村、汉沟村、庞咀村、胡园村、郎元村、上蒲口村、张湾村、杨堤村、柴楼村、双街村、下蒲口村、沙庄村、下辛庄村、西赵庄村和常庄村。